# Helge Brendryen
Helge Brendryen (17 febbraio 1972) è un ex saltatore con gli sci norvegese.

## Biografia
In Coppa del Mondo esordì il 5 dicembre 1992 a Falun (23°) e ottenne l'unico podio il 27 marzo 1993 a Planica (2°).
In carriera prese parte a un'edizione dei Campionati mondiali, vincendo una medaglia.

## Palmarès

### Mondiali
- 1 medaglia:
  - 1 oro (gara a squadre a Falun 1993)

### Coppa del Mondo
- Miglior piazzamento in classifica generale: 14º nel 1993
- 1 podio (a squadre):
  - 1 secondo posto